# Siegsdorf
Siegsdorf település Németországban, azon belül Bajorországban. Lakosainak száma 8529 fő (2023. december 31.). Siegsdorf Traunstein, Surberg, Ruhpolding, Vachendorf és Bergen községekkel határos.

## Népesség
A település népessége az elmúlt években az alábbi módon változott:
| Lakosok száma | 3321 | 5912 | 7219 | 8162 | 8230 | 8422 | 8382 | 8355 | 8377 | 8529 |
|               | 1950 | 1975 | 1987 | 2012 | 2013 | 2015 | 2016 | 2019 | 2021 | 2023 |